# اصل لانداوه
اصل لانداوه یک اصل فیزیکی است که بیان می‌کند برای پاک‌کردن یک بیت از اطلاعات به‌طور متوسط دست کم kT ln 2 انرژی در محیط تلف می‌شود. در این فرمول k ثابت بولتزمن (تقریباً ‎۱٫۳۸×۱۰−۲۳ J/K) و T دمای محیطی است که داده‌ها در آن پاک می‌شوند (بر حسب کلوین). این اصل را می‌توان هم با کمک قانون دوم ترمودینامیک و هم با کمک تحلیل‌های مایکروسکوپیک (مستقل از قانون دوم ترمودینامیک) به دست آورد.
رولف لانداوه این اصل را در سال ۱۹۶۱ میلادی مطرح کرد. استدلال او این بود که چون پاک‌کردن یک تابع منطقی است که وارون آن مقدار یکتایی ندارد، بنابراین باید با نوعی بازگشت‌ناپذیری فیزیکی همراه باشد و در نتیجه با تولید گرما همراه است. مطابق بیان لانداوه، با فرض اینکه آنتروپی اطلاعات نوعی آنتروپی فیزیکی است، از آنجایی که هر بیت پیش از پاک‌شدن می‌تواند دو حالت متفاوت داشته باشد ولی پس از پاک‌شدن تنها یک حالت برای آن متصور است، بنابراین آنتروپی اطلاعات آن باید به اندازهٔ k ln 2 تغییر کند و از آنجایی که آنتروپی هرگز نمی‌تواند کاهش یابد باید به صورت گرما خودش را نشان دهد.